# Dylan Sprouse
Dylan Thomas Sprouse (ur. 4 sierpnia 1992 w Arezzo) – amerykański aktor.
Znany głównie z roli Zacka Martina w serialach Nie ma to jak hotel oraz Suite Life: Nie ma to jak statek. Zagrał również kultową rolę małego Juliana w filmie Super tata. Wraz z bratem-bliźniakiem Cole’em byli wielokrotnie nominowani do nagród Nickelodeon Kidsʼ Choice Awards czy Young Artist Awards dla najlepszych aktorów telewizyjnych. W maju 2009 magazyn People wydał 80-stronicowe wydanie prawie w całości poświęcone braciom Sprouse. W czerwcu 2009 wraz z bratem został ogłoszony Gwiazdą Miesiąca Disney Channel.
Od września 2011 do maja 2015 studiował na New York University w Nowym Jorku. Zapowiedział, że po ukończeniu studiów ma zamiar dalej zajmować się aktorstwem.

## Wczesne życie
Urodził się 4 sierpnia 1992 w Arezzo, ok. 15 minut przed swoim bratem-bliźniakiem. Rodzice nadali mu imię na cześć poety – Dylana Thomasa. Ma niemieckie pochodzenie. Jego rodzice, Matthew Sprouse (ur. 16 listopada 1963) i Melanie Wright (ur. 1967) – rodowici Amerykanie, w tamtym czasie nauczyciele języka angielskiego w szkole w Toskanii, cztery miesiące po urodzeniu się bliźniaków wprowadzili się do Long Beach w Kalifornii. W 1997 roku po siedmiu latach małżeństwa się rozwiedli. Bliźniacy zamieszkali z ojcem, a wiosną 2006 roku Matthew ponownie się ożenił.

## Działalność
Po sugestii babki od strony matki, Jonine Booth Wright, która była nauczycielką i aktorką, wraz z bratem-bliźniakiem zagrał w reklamie pieluch; mieli wówczas po sześć miesięcy. Od 1993 do 1997 roku grał Patricka Kelly’ego w serialu Grace w opałach emitowanego na ABC-TV. W 1999 roku wystąpił w swoim pierwszym filmie fabularnym, Super tata, w którym wspólnie z bratem naprzemiennie grał rolę pięcioletniego chłopca – Juliana. Mimo słabych recenzji krytyków obaj zostali nominowani do nagrody YoungStarsAwards w kategorii Najlepszy występ młodego aktora w filmie komediowym. Pierwsza publikacja o braciach pojawiła się w internecie w magazynie „People” w lipcu 1999, miesiąc po premierze filmu. W tym samym roku zagrali też niewielką rolę w thrillerze Żona astronauty. Na początku 2000 roku, wystąpili w odcinkach seriali Koszmarny pokój i Różowe lata siedemdziesiąte, jak również w MADtv (odcinek #425), a także w filmach Mistrz kamuflażu i Osiem szalonych nocy. W 2001 roku Cole wystąpił w epizodach Przyjaciele, jako Ben Geller, syn Rossa. Wiele osób myślało, że była to wspólna rola, jednak ze strony internetowej braci i innych wiarygodnych źródeł, wynika że Dylan nie pojawił się w tym serialu.
W 2002 i 2003 ukazały się dwa filmy familijne – Czy Św. Mikołaj się rozwodzi? i To tylko gra wydane bezpośrednio na wideo, w których zagrał Sprouse. W 2004 roku wraz z bratem zagrał wspólną rolę Jeremiasza Leroya w dramacie The Heart Is Deceitful Above All Things, którego premiera kinowa odbyła się w marcu 2006 roku, gdzie wyświetlany był w tylko trzech kinach jedynie w Ameryce. Film zarobił jedynie 29 tys. dol. Następnie Disney Channel Original Series zaproponowało bliźniakom rolę w Nie ma to jak hotel. Serial ten zadebiutował w marcu 2005 roku i zdobył uznanie widzów, przez co bracia stali się rozpoznawalni. Dzięki ogromnej popularności jaką serial odniósł na świecie, ówczesne media określały braci Sprouse m.in. jako „powodujących szybsze bicie serca wśród nastolatek”. Produkcję oglądało 2,5 mln widzów.
W 2007 roku zagrał z bratem główną rolę w filmie Książę i żebrak – hollywoodzka opowieść opartego na książce Marka Twaina – Książę i żebrak. Niedługo później użyczył głosu w Holidaze: The Christmas That Almost. Rok później zakończył nagrywanie serialu Nie ma to jak hotel, a od kwietnia do października grał w jego kontynuacji – Suite Life: Nie ma to jak statek, która ściągnęła przed ekrany telewizorów 5,7 miliona fanów. W 2008 roku zagrał z bratem-bliźniakiem główne role w thrillerze The Kings of Appletown (2010), opartym na książce Przygody Tomka Sawyera. Nakręcony w New Braunfels w Teksasie, początkowo miał mieć premierę zimą 2008.
W kwietniu 2009 został zaangażowany do filmu Modern Twain Story, który miał być nową wersją Przygód Hucka, jednak w czerwcu 2010 roku Dylan stwierdził, że on i Cole nie będą brali udziału w tym projekcie m.in. dlatego, że „wyrośli” z takich filmów. We wrześniu 2010 roku Disney zakończył produkcję sitcomu Suite Life: Nie ma to jak statek, po trzech sezonach emisji. Premiera finałowego odcinka odbyła się 6 maja 2011. W tym samym miesiącu w Vancouver bracia zaczęli zdjęcia do filmu Nie ma to jak bliźniaki: Film, którego premiera w odbyła się 25 marca 2011 roku w Stanach Zjednoczonych. Film jest zakończeniem i podsumowaniem całej serii The Suite Life.
W listopadzie 2017 miała miejsce premiera thrillera Dismissed w którym odegrał główną rolę Lucasa Warda, licealisty mającego mordercze skłonności. W 2020 roku premierę kinową miał film After We Collided, będący sequelem filmu After (2019), w którym zagrał rolę Trevora Matthewsa.
W 2022 nastąpiła premiera filmu zatytułowanego My Fake Boyfriend z Dylanem w jednej z głównych ról

## Marka „Sprouse Bros”
We wrześniu 2005 roku bracia podpisali umowę z Dualstar Entertainment, w celu stworzenia ich własnej marki „Sprouse Bros”, która zawierałaby filmy DVD, płyty CD, ubrania, coś o sporcie, dzwonki na komórkę i dezodoranty przeznaczone dla młodzieży i nastolatków. Dualstar współpracował z Leisure Publishing LLC, żeby stworzyć magazyn „Sprouse Bros. Code”, który miałby być przeznaczony dla chłopców w wieku 8–14 lat, z recenzjami trendów przez Sprouse’ów. Cole Sprouse ogłosił, że magazyn powinien być „przeznaczony dla ludzi, którzy są w ich wieku i są chłopakami. – Nie chcemy, żeby było w nim za dużo rzeczy dla dziewczyn”. Za to Dylan powiedział, że to będzie „coś przeznaczone dla wszystkich”. Pierwszy egzemplarz został wydany 18 lipca 2006.
We wrześniu 2006 roku bracia reprezentowani przez firmę Dualstar Entertainment wraz z Simonem Spotlightem zaczęli pisać książkę. W czerwcu 2007 roku firma „Simon & Schuster” opublikowała dwa tomy książek braci o nazwie „47 R.O.N.I.N”. Opowiadają one o 15-letnich bliźniakach Tomie i Mitchellu (drugie imiona Sprouse’ów), którzy dowiadują się, że ich ojciec i kamerdyner są członkami grupy, która walczy z oszustami i przestępcami. R.O.N.I.N musi wrócić do Japonii żeby uratować ich tatę, który jest w niebezpieczeństwie.
W 2008 roku bracia zakończyli współpracę z Olsen’s Dualstar, gdzie mieli swoją linię ubrań, które można było kupić w sklepie internetowym do połowy marca 2012 roku.
Od marca 2009 do sierpnia 2010 Dylan odpowiadał na pytania zadawane przez fanów na oficjalnej stronie braci Sprouse Bros.

## Zarobki
W lipcu 2007 roku znaleźli się na siódmym miejscu listy najlepiej zarabiających nastoletnich aktorów magazynu People obok m.in. Daniela Radcliffe’a, Ruperta Grinta, Emmy Watson, Miley Cyrus czy Hilary Duff. Z kolei w maju 2010 zajęli czwarte miejsce listy najlepiej opłacanych aktorów telewizyjnych Disneya, magazynu Popeater zarabiając łącznie 40 tys. $ za odcinek. Według portalu MSN (dane z lipca 2010) są uznawani za najbogatszych braci bliźniaków na świecie.
Wartość rynkowa braci jest szacowana na 16 mln $.

## Działalność charytatywna
Bracia Sprouse należeli do fundacji Disney Friends For Change, która zajmowała się m.in. ochroną środowiska naturalnego.
W czerwcu 2009 wraz z Debby Ryan wzięli udział w imprezie charytatywnej „Rock-N-Reel” organizowanej przez Cedars Sinai Medical Center. W październiku wzięli udział w 16. corocznym wydarzeniu „Dream Halloween” organizowanym przez AIDS Foundation w Santa Monica w Kalifornii podczas którego zbierane były fundusze dla dzieci zmagającymi z chorobą.
W latach 2007–2009 brali udział w corocznych imprezach charytatywnych organizacji Ronald McDonald, która zajmuje się zakwaterowaniem rodzin na czas leczenia ich dzieci, które pozostają w zamkniętych placówkach.
W listopadzie 2010 po zakończeniu zdjęć do filmu Nie ma to jak bliźniaki pojawili się w centrum handlowym w zamkniętej obecnie lodziarni Millions of Milkshakes znajdującej się w Culver City w Kalifornii, gdzie mieszali koktajle mleczne. Połowa dochodu z ich sprzedaży została przekazana wybranej przez nich fundacji Ride a Wave Foundation.
W grudniu 2012 zostali oficjalnie mianowani międzynarodowymi ambasadorami fundacji Koyamada. W sierpniu 2013 i 2014 udali się do Japonii wraz z Shinem Koyamadą aby zachęcać młodzież japońską do uczenia się języka angielskiego oraz studiowania na amerykańskich uczelniach i uniwersytetach, a także pokazywania kultury amerykańskiej oraz wzmocnienia relacji pomiędzy młodymi Amerykanami i Japończykami.

## Inne przedsięwzięcia
W 2005 roku wraz ówczesnymi gwiazdami Disneya w grupie Disney Channel Circle of Stars zaśpiewali utwór „A Dream Is a Wish Your Heart Makes”, do filmu Kopciuszek. Piosenka ta znalazła się na specjalnej edycji ścieżki dźwiękowej do tego filmu. W kwietniu 2006 została wydana na płycie Disneymania 4. W latach 2006–2008 bracia uczestniczyli także w corocznych zawodach Disney Channel Games.
W okresie największej popularności wystąpili w wielu programach telewizyjnych gdzie udzielali wywiadów. Pojawili się m.in. dwukrotnie u Jaya Leno (pierwszy wywiad w 1999 po premierze Big Daddy, drugi raz w 2006), trzykrotnie w Live with Regis and Kelly (obecnie Live with Kelly and Ryan: 2005, 2007, 2009), Ellen DeGeneres (2007, 2009), Jimmy’ego Kimmela (2008), Good Morning America (2005, 2008), programie kulinarnym Marthy Stewart (2008), czy w The Bonnie Hunt Show (2009).
W grudniu 2008 roku wzięli udział w programie Pimp my ride w serii Street Customs w którym samochody braci (Mitsubishi Lancer Cole’a i Subaru Impreza Dylana) z okazji świąt Bożego Narodzenia zostały poddane tuningowi. Odcinek ten został wyemitowany w marcu 2009 na kanale TLC. 18 maja pojawili się na okładce magazynu People osiemdziesięciostronicowym wydaniu specjalnym poświęconym serialowi Nie ma to jak statek.
W styczniu 2010 uczestniczyli w The Pee-wee Herman Show, którego gospodarzem był aktor i komik Paul Reubens występujący jako Pee-Wee Herman. Spotkanie odbyło się w Club Nokia LA Live w Los Angeles. W tym samym roku przyjęli zaproszenie do Białego Domu od prezydenta Baracka Obamy z okazji świąt wielkiej nocy, gdzie czytali dzieciom książkę Petera McCarty’ego pt. Jeremy Draws a Monster.
Od 2009 do 2012 grali w reklamach jogurtu dla dzieci Danone Danimals. Wzięli także udział w kampanii reklamowej Got Milk?, w której zachęcali do picia mleka. W sierpniu 2010 podpisali umowę z firmą Nintendo DS.
W styczniu 2011 w teatrze Cochrane w Londynie bracia wzięli udział w warsztatach aktorskich organizowanych przez Celebrity Talent Academy i Starlight’s Childern’s Foundation. Od 2011 byli reprezentowani przez amerykańską agencję William Morris Endeavor.
W styczniu 2019 Dylan wziął udział w kampanii reklamowej J Brand Denim, gdzie zaprezentował wiosenną kolekcję ubrań. W kwietniu 2020 w ramach współpracy z magazynem o tematyce sc-fi i fantasy Heavy Metal i przedsiębiorstwem DiGa, wprowadził na rynek własną serię komiksów. Premiera komiksu zatytułowanego Sun Eater nastąpiła w sierpniu. Także od tego miesiąca Dylan za pośrednictwem Instagramu udostępnia w sieci własny mini-serial Breaking Ground w którym pokazuje swoje codzienne życie wraz z Barbrą Palvin podczas epidemii COVID-19.

## Życie osobiste
Dylan Sprouse stwierdził, że doświadczenie przybywające po sukcesie Nie ma to jak hotel jest „nieco przerażające, jak szybko wszystko jest w ruchu”. Podczas kręcenia Nie ma to jak hotel Dylan i Cole brali korepetycje przez trzy godziny dziennie. Bracia od ósmej klasy mieli nauczanie indywidualne w domu. Mieszkali na ulicy 5616 N Como Cir w Woodland Hills – dzielnicy Los Angeles w stanie Kalifornia. Część pieniędzy, które zarobili Dylan i Cole zostały wykorzystane na zakup domu w Calabasas w Kalifornii, gdzie ich rodzina mieszka od lata 2012.
Ulubionym aktorem braci jest Adam Sandler. Dylan stwierdził, że Adam „jest świetnym facetem i wzorem do naśladowania”. W maju 2007 utworzony został oficjalny blog dotyczący braci. Jego działalność została zakończona po dziesięciu latach w lipcu 2017.
Bracia wolny czas poświęcają na skateboarding, snowboarding, surfing, koszykówkę, rysowanie komiksów, a także na gry wideo. Są fanami drużyny Los Angeles Lakers. Pomimo że urodzili się we Włoszech, nie znają języka włoskiego. Cole uczył się francuskiego, a Dylan hiszpańskiego.
W połowie 2010 Dylan uruchomił witrynę Sprouse Arts, na której prezentowane są jego obrazy. Aktor interesuje się malarstwem od najmłodszych lat. Wiele jego prac zostało wystawionych na sprzedaż poważnym kolekcjonerom Sprouse Arts. Podczas ich tworzenia Sprouse inspirował się m.in. Joeʼm Ledbetterem – artystą i projektantem zabawek, malarzami; hiszpanem Francisco Goya czy holendrem Hieronymusem Boschem, mającym elektyczne upodobania artystyczne. Pod koniec roku bardziej skoncentrował się na swojej pasji, publikując codziennie swoje obrazy i projekty na stronie internetowej oraz komunikując się z obserwującymi na Twitterze. 
We wrześniu 2010 zostali przyjęci na New York University. Mieli wstępne plany uczęszczać na uniwersytet od jesieni tego roku jednak odroczyli studia na jeden rok, ponieważ zaczęli zdjęcia do filmu Nie ma to jak bliźniaki. Początkowo Dylan miał studiować na wydziale sztuk pięknych, a także dziedzinę ekonomii a Cole miał pójść do szkoły filmowej, jednak zamiast tego zapisali się do Gallatin School of Individualized Study, która pozwala uczniom zaplanować własny program nauczania. Ostatecznie Cole studiował nauki humanistyczne i archeologię a Dylan projektowanie gier wideo. Dylan potwierdził, że podczas studiów, obydwaj chcieliby kontynuować karierę aktorską. W 2011 roku został wybrany prezydentem północnej hali w NYU. Bracia ukończyli studia w maju 2015.
We wrześniu 2013 Dylan rozpoczął pracę w nowojorskiej restauracji Mudspot jako host. W lipcu 2014 komentował Super Smash Bros: Melee Tournaments. Od 15. roku życia jest wyznawcą nowego ruchu religijnego Ásatrú.

### Kontrowersje

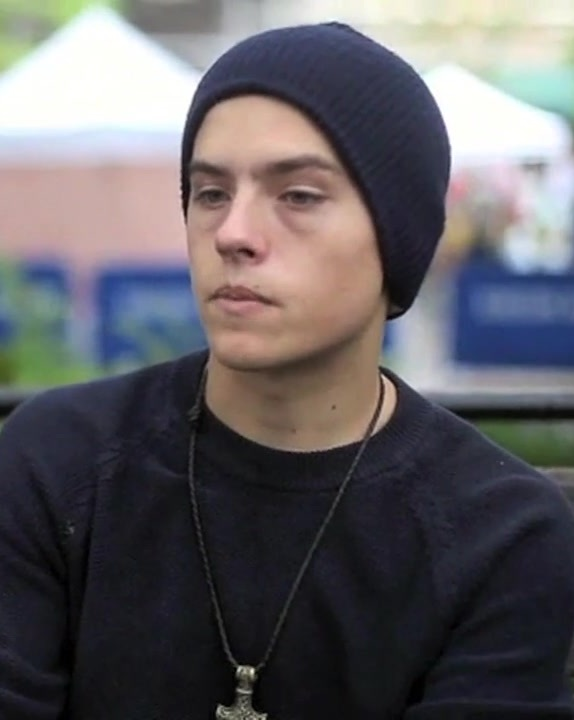
Dylan Sprouse w Nowym Jorku w 2012

W grudniu 2013 do sieci wyciekły nagie zdjęcia Dylana. Sprouse odniósł się do kontrowersji na swoim mikroblogu Tumblr, gdzie wyjaśnił, że „zlekceważył sytuację, bo nie uważa, że to co zrobił, było złe”. Dodał też, że „prawdziwym problemem nie było to że wysyłam komuś moje zdjęcia, ale raczej wysyłam je do niewłaściwej osoby”.

### Działalność biznesowa
Na początku 2017 Dylan ujawnił, że wraz z dwoma wspólnikami zamierza otworzyć własną restaurację All-Wide Meadery w Williamsburgu w Nowym Jorku. Spółka w przeciągu dwóch lat od założenia przyniosła zyski w wysokości ponad 1 mln $.

### Związki
Od lutego 2014 do sierpnia 2017 Dylan spotykał się z modelką Dayną Frazer. Dayna wówczas zarzuciła aktorowi zdradę, przez co się rozstali.
Od czerwca 2018 jest w związku z węgierską modelką Victoria’s Secret Barbarą Palvin. Zamieszkali razem w apartamencie w Brooklynie. We wrześniu 2021 przeprowadzili się do Los Angeles. W czerwcu 2023 roku para ogłosiła swoje zaręczyny, a w lipcu tego samego roku zostali małżeństwem.

## Nagrody i nominacje
| Rok  | Nagroda                             | Film/serial          | Kategoria                                                                                      | Cole       | Dylan      | Źródło          |
| ---- | ----------------------------------- | -------------------- | ---------------------------------------------------------------------------------------------- | ---------- | ---------- | --------------- |
| 1999 | YoungStar Awards                    | Super tata           | Najlepszy występ młodego aktora w filmie komediowym                                            | Nominowany | Nominowany | [ 29 ]          |
| 2000 | MTV Movie Awards                    | Super tata           | Najlepszy duet ekranowy                                                                        | Nominowany | Nominowany | [ 30 ]          |
| 2000 | Blockbuster Entertainment Awards    | Super tata           | Najlepszy aktor drugoplanowy w komedii                                                         | Nominowany | Nominowany | [ 31 ]          |
| 2000 | Young Artist Awards                 | Super tata           | Najlepszy występ w filmie fabularnym – Młody aktor poniżej 10 roku życia                       | Nominowany | Nominowany | [ 32 ]          |
| 2006 | Young Artist Awards                 | Nie ma to jak hotel  | Najlepszy występ w serialu telewizyjnym (komediowym lub obyczajowym) – Główny młodociany aktor | Nominowany | Nominowany | [ 172 ]         |
| 2007 | Kids’ Choice Awards                 | Nie ma to jak hotel  | Ulubiony aktor telewizyjny                                                                     | Nominowany |            | [ 173 ]         |
| 2007 | Young Artist Awards                 | Nie ma to jak hotel  | Najlepszy występ w serialu telewizyjnym (komediowym lub obyczajowym) – Główny młodociany aktor | Nominowany | Nominowany | [ 174 ]         |
| 2007 | Popstar Magazine’s Poptastic Awards | Nie ma to jak hotel  | Ulubiony aktor telewizyjny                                                                     | Nominowany | Nominowany | [ 175 ]         |
| 2008 | Popstar Magazine’s Poptastic Awards | Nie ma to jak hotel  | Ulubiony aktor telewizyjny                                                                     | Nominowany | Nominowany | [ 176 ]         |
| 2008 | Kids’ Choice Awards                 | Nie ma to jak hotel  | Ulubiony aktor telewizyjny                                                                     | Nominowany | Nominowany | [ 177 ]         |
| 2009 | Kids’ Choice Awards                 | Nie ma to jak hotel  | Ulubiony aktor telewizyjny                                                                     | Nominowany | Wygrana    | [ 178 ] [ 179 ] |
| 2009 | Popstar Magazine’s Poptastic Awards | Nie ma to jak statek | Ulubiony aktor telewizyjny                                                                     | Nominowany | Nominowany | [ 180 ]         |
| 2010 | Kids’ Choice Awards                 | Nie ma to jak statek | Ulubiony aktor telewizyjny                                                                     | Nominowany | Wygrana    | [ 181 ] [ 182 ] |
| 2011 | Kids’ Choice Awards                 | Nie ma to jak statek | Ulubiony aktor telewizyjny                                                                     | Nominowany | Wygrana    | [ 183 ] [ 184 ] |